# Mirza Masroor Ahmad
Mirza Masroor Ahmad (Rabwah, 15 september 1950) is de vijfde en huidige Khalifatul Masih, de leider van de Ahmadiyya Moslim Gemeenschap. 

## Levensloop
Hij is een achterkleinzoon van Mirza Ghulam Ahmad.
Mirza Masroor Ahmad haalde een Master of Science-diploma in landbouweconomie aan de Agriculture University van Faisalabad, Pakistan.
Na de dood van de  vierde kalief werd hij op 22 april 2003 in Londen tot Khalifatul Masih gekozen. Hij is de eerste kalief die niet in Pakistan werd verkozen.
In 2008 leidde hij de feestelijkheden ter gelegenheid van het 100-jarig bestaan van het kalifaat, dat in 1908 ontstond bij het overlijden van Hazrat Mirza Ghulam Ahmad.

## Werken
- Conditions of Baiat and Responsibilities of an Ahmadi
- The Blessed Model of The Holy Prophet Muhammad(sa) and the Caricatures

Nooruddin · Mirza Bashiruddin Mahmood Ahmad · Mirza Nasir Ahmad · Mirza Tahir Ahmad · Mirza Masroor Ahmad